# Путешествие проклятых
«Путешествие проклятых» (англ. Voyage of the Damned) — кинофильм, драма режиссёра Стюарта Розенберга. Фильм снят по одноимённой книге Гордона Томаса и Макса Морган-Уиттса (1974) и основан на реальных событиях, связанных с путешествием немецких еврейских беженцев на лайнере «Сент-Луис» в 1939 году.
Премия Золотой Глобус (Кэтрин Росс). Номинации на Оскар в трёх категориях.

## Сюжет
В 1939 году лайнер «Сент Луис» увёз 937 немецких евреев, спасающихся от преследований нацистского режима, из Гамбурга в Южную Америку. Настроение пассажиров судна, среди которых можно найти людей из самых разных классов, различается от ненависти к политике Гитлера до безразличного отношения к нацизму. Вдогонку приходят сообщения фашистской пропаганды о том, что ни одна страна не станет для них убежищем. Первоначально «Сент Луис» направлялся в Гавану, но коррумпированное правительство Кубы приняло только двух беженцев, несмотря на то, что все пассажиры получили визу. Лайнер остановился у побережья Флориды. Правительство США также запретило судну швартоваться.
Капитан судна Шрёдер всеми способами успокаивает волнение среди пассажиров и принимает решение возвращаться назад в Европу. После почти месячного путешествия судно приходит в порт Антверпена. Финальные титры рассказывают о том, что около 600 пассажиров судна впоследствии погибли в концентрационных лагерях.

## В ролях
- Фэй Данауэй — Дениза Крейслер
- Оскар Вернер — профессор Крейслер
- Ли Грант — Лили Розен
- Сэм Уонамейкер — Карл Розен
- Линн Фредерик — Анна Розен
- Лютер Адлер — профессор Вейлер
- Уэнди Хиллер — Ребекка Вейлер
- Джули Харрис — Алиса Финхильд
- Нехемия Персофф — мистер Хаузер
- Мария Шелл — миссис Хаузер
- Джонатан Прайс — Йозеф Манасс
- Макс фон Сюдов — капитан Шрёдер
- Малкольм Макдауэлл — Макс Гюнтер
- Хельмут Грим — Отто Шайндик
- Орсон Уэллс — Хосе Эстедес
- Лаура Гемсер — подруга Эстедеса
- Джеймс Мэйсон — доктор Хуан Ремос
- Кэтрин Росс — Мира Хаузер
- Хосе Феррер — Мануэль Бенитес
- Бен Газзара — Морис Тропер
- Фернандо Рей — президент Бру
- Энтони Хиггинс — моряк Хайнц Берг
- Пол Косло — Аарон Познер
- Джорджина Хейл[англ.] — Лотте Шульман
- Майкл Константин — Луис Клазинг
- Джанет Сазман — Лени Страус
- Денхолм Эллиотт — адмирал Канарис
- Дональд Хьюстон — доктор Глаунер
- Том Лафлин[англ.] — офицер на корабле
- Мило Шпербер[англ.] — раввин
- Кит Бэррон[англ.] — Пурсер Мюллер
- Ян Каллен[англ.] — радист
- Марика Ривера — мадам борделя

## Премии и номинации
- 1977 — номинации на премию Оскар
  - лучшая женская роль второго плана (Ли Грант)
  - лучшая музыка (Лало Шифрин)
  - лучший адаптированный сценарий (Дэвид Батлер, Стивен Шаган)
- 1976 — премия Золотой глобус победа
  - лучшая женская роль второго плана (Кэтрин Росс)
- номинации
  - лучший фильм-драма
  - лучшая мужская роль второго плана (Оскар Вернер)
  - лучшая женская роль второго плана (Ли Грант)
  - лучшая музыка (Лало Шифрин)
  - лучший адаптированный сценарий (Дэвид Батлер, Стивен Шаган)[1].